# Префектура претория
Преторианска префектура (на латински: praefectura praetorio или ἐπαρχότητα τῶν πραιτωρίων или ὑπαρχία τῶν πραιτωρίων) е най-голямата административно-териториална единица в Римската империя след провеждане на реформата при Тетрархията на Диоклециан.

## История
При Константин Велики и началото на християнизацията на римските граждани преторианските префектури се делят на Диоцези с провинции.
Префектурите се задържат като форма на административно-териториално деление до времето на Ираклий, а арабско-ислямските завоевания в Ориента със светите земи принуждават Византия да премине на нова темна система. Някои елементи от старите префектури, като комитатите, се съхраняват до Х век и са реципирани в Първата българска държава. По-късно оформилото се Българското землище се поделя между преторианска префектура Ориент с център Филипопол и преторианска префектура Илирик с центрове Сирмиум, Солун, а сетне и Сердика.